# Fußballerunglück von Breitfurt
Das Fußballerunglück von Breitfurt war ein Kfz-Alleinunfall mit 20 Toten, der sich am Sonntag, dem 14. November 1948, in Blieskastel im Saarland ereignete.
Ein mit etwa 45 Fahrgästen beladener Lastkraftwagen der Marke Büssing war an diesem Tag von Rohrbach zu einem Fußballspiel nach Herbitzheim unterwegs. Auf der Ladefläche befanden sich vom Busunternehmer mit Schrauben und Nägeln angebrachte Sitzbänke, darüber war eine Plane gespannt. Gegen 12:50 Uhr geriet der Wagen an der Straße zwischen Mimbach und Breitfurt aufgrund eines Reifenschadens außer Kontrolle und stürzte in die Blies. Auf der Ladefläche lösten sich die Sitzbänke und behinderten zusammen mit der Plane die Flucht durch die verbleibende Hecköffnung. Bei dem Unfall ertranken 19 Männer im Alter ab 17 Jahren und eine Frau. Sieben oder acht Personen wurden schwer verletzt nach St. Ingbert und Blieskastel gebracht, 15 bis 20 Leichtverletzte nach Breitfurt.
Die Trauerfeierlichkeiten fanden am 17. November 1948, dem Buß- und Bettag, in der Pfarrkirche St. Johannes statt. Zu den Teilnehmern zähten der Hohe Kommissar der Französischen Republik, Gilbert Grandval, der saarländische Ministerpräsident Johannes Hoffmann, die Minister Straus, Braun, Singer, Landtagspräsident Peter Zimmer und Vertreter des Landessportverbandes.
Der Transportunternehmer und Fahrer des Unglücksfahrzeuges Hermann Siems wurde wegen fahrlässiger Tötung angeklagt und von der Zweiten Saarbrücker Strafkammer zu zwei Jahren Gefängnis verurteilt. Etwa 200 Meter entfernt von der Unfallstelle befindet sich seit 1988 ein Gedenkstein. Die gemeinsame Grabstätte auf dem Friedhof Rohrbach ist seit 1992 eine Ehrengedenkstätte.